# Auyantepuia royi
Espèce
Auyantepuia royi est une espèce de scorpions de la famille des Chactidae.

## Distribution
Cette espèce est endémique d'Amapá au Brésil. Elle se rencontre vers Oiapoque.

## Description
Le mâle holotype mesure 28,5 mm.

## Étymologie
Cette espèce est nommée en l'honneur de Grégory Roy.

## Publication originale
- Ythier, 2018 : A new species of Auyantepuia GonzálezSponga, 1978 (Scorpiones, Chactidae) from Brazil. Arachnida - Rivista Aracnologica Italiana, vol. 4, no 20, p. 13-22.